# Роберто Муси
Роберто Муси (итал. Roberto Mussi; 25. август 1963, Маса) бивши је италијански фудбалер.

## Каријера
Поникао је у млађим категоријама нижелигаша Масесеа. Од 1981. године играо је за први тим истоименог клуба, у коме је провео три сезоне, играјући на 83 првенствена меча.
Касније, у периоду од 1984. до 1989, играо је за Парму и Милан. Током две сезоне проведене у Милану, освојио је титулу италијанског првака, суперкуп и трофеј Купа европских шампиона.
Прешао је у Торино 1989. године. Провео је наредних пет сезона у тиму Торина. Већину времена је био стандардни првотимац. За то време, на списак својих трофеја додао је титулу освајача италијанског купа и Митропа купа 1991. године.
Године 1994. вратио се у Парму. Овај пут се задржао пет сезона у клубу. Углавном је играо стандардно на својој позицији у одбрани, а освојио је још један трофеј Купа Италије и два пута Куп УЕФА (1994/95, 1998/99).
Године 1993. дебитовао је за репрезентацију Италије. Одиграо је 11 утакмица за репрезентацију. Био је учесник Светског првенства у Сједињеним Државама 1994. године, када је са екипом освојио сребро, а играо је на Европском првенству у Енглеској 1996. године.

## Успеси

### Клуб
Парма
- Куп Италије: 1998/99.
- Куп УЕФА: 1994/95, 1998/99.

Милан
- Серија А: 1987/88.
- Суперкуп Италије: 1988.
- Куп европских шампиона: 1988/89.

Торино
- Серија Б: 1989/90.
- Митропа куп: 1991.
- Куп Италије: 1992/93.

### Репрезентација
Италија
- Светско првенство: финале 1994.